# Acte de parla
Un acte de parla, en pragmàtica, és una locució emprada com a unitat funcional de comunicació en llengua oral, és a dir, quan el parlant intervé en el seu entorn mitjançant l'ús de paraules: per informar, incitar, preguntar, convèncer, etc.

## Actes locutius i il·locutius
Pot tenir dos tipus de significat:
- Un significat locutiu o proposicional: significat literal bàsic transmès per les paraules i estructures concretes contingudes dins la frase.
- Un significat il·locutiu o força il·locutiva: efecte que causa el que es diu o llegeix en l'oient o lector.

Un acte de parla és una locució que té tant de significat proposicional com de força il·locutiva.
Per exemple, si algú diu fa fred!, el significat locutiu és que l'orador té la sensació de fred. La força il·locutiva és l'efecte que el parlant vol causar amb el que diu sobre els que l'escolten, perquè tanquin la finestra o perquè es posin una manta, per exemple.

## Classificació dels actes de parla
El filòsof John Searle, va establir la següent classificació dels actes de parla:
De compromís
Qui parla es compromet a complir alguna cosa en el futur, com una promesa o una amenaça:
 Menja i calla o no et deixaré veure la televisió. 
 T'ho tornaré la setmana que ve.
Declaratiu
Canvia l'estat de les coses:
(A un casament:)  Jo us declaro marit i muller.
Directiu
La seva funció és fer que l'oient faci alguna cosa, com un suggeriment, una petició o una ordre:
 Seu!
 Vols dir-me què et passa?
Expressiu
Qui parla expressa els seus sentiments i actituds cap a alguna cosa, com apologies, queixes, agraïments, felicitacions:
El menjar era deliciós.
Representatiu
descriu estats o esdeveniments, amb afirmacions o informacions:
 La lluna gira al voltant de la Terra. 